# Britt-Marie Jonsson
Britt-Marie Jonsson, född den 13 maj 1959 Tönnånger, Hälsingland, är en svensk dragspelsmusiker, aktiv inom folkmusiksgenren och i Westlings spelmän.
Utöver att ha producerat ett antal låtar till Westlings spelmäns musikalbum har Jonsson även gett ut musikalbum med sin far Rolf Jonsson.
Den 19 juni 2010, vid det kungliga bröllopet, ombads Westlings spelmän att spela på bröllopet. Hugo Westling, hans son Thomas Westling och Britt-Marie Jonsson spelade då i direktsändning dagen före i SVT:s TV-program Det kungliga bröllopet, och sedan vid slottstrappan där de framförde en specialskriven bröllopsmarsch till brudparet.  

## Diskografi
- 1979: Hälsingehambo (LP med Westlings spelmän)
- 1986: Glada Hälsingland (LP med Westlings spelmän)
- 1997: Från Hårgalåt till Klöversnoa (Med Westlings spelmän)
- 2000: Takt och ton
- 2002: Vi försöker igen
- 2005: Eget och lite annat
- 2005: Westlings spelmän (Med Westlings spelmän)
- 2006: Ett dussin låtar från Skogs socken
- 2007: Målrakan (Med Westlings spelmän)
- 2011: Låtar från Bollnästrakten (Med Hugo Westling)
- 2011: Klockan 24 (Med Gunnar Persson)
- 2015: Solokvist